# Открытый чемпионат Франции по теннису 2004
Открытый чемпионат Франции 2004 — 103-й розыгрыш ежегодного профессионального теннисного турнира серии Большого шлема, проводящегося во французском Париже на кортах местного теннисного центра «Ролан Гаррос». Традиционно выявляются победители соревнования в девяти разрядах: в пяти — у взрослых и четырёх — у старших юниоров.
В 2004 году матчи основных сеток прошли с 24 мая по 6 июня. Соревнование традиционно завершало основной сезон турниров серии на данном покрытии.

## Соревнования

### Взрослые

#### Мужчины. Одиночный турнир
Гастон Гаудио обыграл  Гильермо Корию со счётом 0–6 3–6 6–4 6–4 8–6
- И для Гаудио, и для Кории этот финал стал первым и единственным в карьере на турнирах Большого шлема
- 25-летний Гаудио выиграл до победы на «Ролан Гаррос» всего два турнира ATP за карьеру, а на турнирах Большого шлема ни до, ни после ни разу не проходил дальше 4-го круга.
- Кориа сыграл 5-й одиночный финал ATP в сезоне и 15-й за карьеру(8 побед — 7 поражений).
- Кориа не реализовал два матчбола на своей подаче в пятом сете.
- 22-летний Кориа после поражения в финале «Ролан Гаррос» выиграл только один турнир ATP

#### Женщины. Одиночный турнир
Анастасия Мыскина обыграла  Елену Дементьеву со счётом 6-1, 6-2.
- Представительницы России впервые разыграли финал турнира Большого шлема.
- Мыскина единственный раз в карьере играла в финале турнира Большого шлема.
- Мыскина выиграла 2-й одиночный титул WTA в сезоне и 8-й за карьеру.
- Дементьева первый раз в карьере играла в финале турнира Большого шлема в одиночном разряде (второй и последний раз Елена сыграла в финале на Открытом чемпионате США 2004 года)
- Дементьева сыграла 2-й одиночный финал WTA  в сезоне и 9-й за карьеру.

#### Мужчины. Парный турнир
Ксавье Малисс /  Оливье Рохус обыграли  Микаэля Льодра /  Фабриса Санторо со счётом 7–5, 7–5.
- Малисс и Рохус выиграли дебютный парный титул на соревнованиях серии и ассоциации.

#### Женщины. Парный турнир
Вирхиния Руано Паскуаль /  Паола Суарес обыграли  Светлану Кузнецову /  Елену Лиховцеву со счётом 6–0, 6–3.
- Руано Паскуаль и Суарес выигрывают 3-й совместный титул на Ролан Гаррос.
- Руано Паскуаль выигрывает 4-й титул в сезоне и 27-й за карьеру на соревнованиях ассоциации.
- Суарес выигрывает 4-й титул в сезоне и 34-й за карьеру на соревнованиях ассоциации.

#### Микст
Татьяна Головин /  Ришар Гаске обыграли  Кару Блэк /  Уэйна Блэка со счётом 6–3, 6–4.

### Юниоры

#### Юноши. Одиночный турнир
Гаэль Монфис обыграл  Алекса Кузнецова со счётом 6-2, 6-2.

#### Девушки. Одиночный турнир
Сесиль Каратанчева обыграла  Мэдэлиню Гожню со счётом 6-4, 6-0.

#### Юноши. Парный турнир
Пабло Андухар /  Марсель Гранольерс обыграли  Мишу Зверева /  Алекса Кузнецова со счётом 6-3, 6-2.

#### Девушки. Парный турнир
Катерина Богмова /  Михаэлла Крайчек обыграли  Ирину Коткину /  Ярославу Шведову со счётом 6-3, 6-2.